# Schmiedezunfthaus (Kempten)

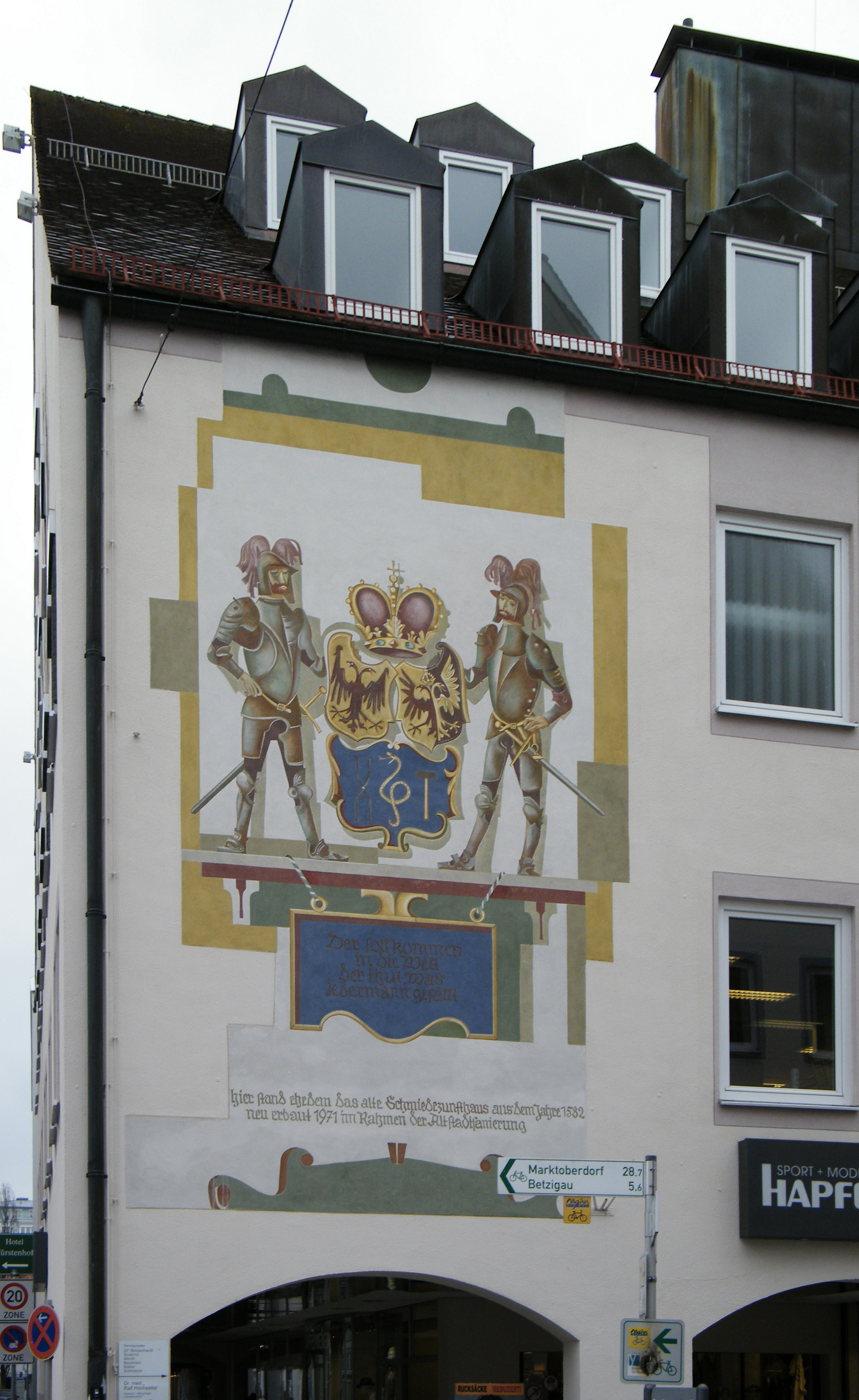
Fresko von Franz Weiß auf dem Neubau

Das Schmiedezunfthaus in Kempten (Allgäu) war ein denkmalgeschütztes Bauwerk sowie das Zunfthaus der Schmiede aus dem 16. Jahrhundert am Rathausplatz. Es wurde für den Altstadtdurchbruch im Jahr 1971 abgebrochen und durch einen historisierenden Betonneubau ersetzt, der leicht versetzt errichtet wurde. Dieser trägt die Anschrift Rathausstraße 1.
Das Gebäude wurde auch als Unoldhaus bezeichnet. G. P. Unold war der Name eines Keramikwarengeschäfts.

## Beschreibung und Geschichte

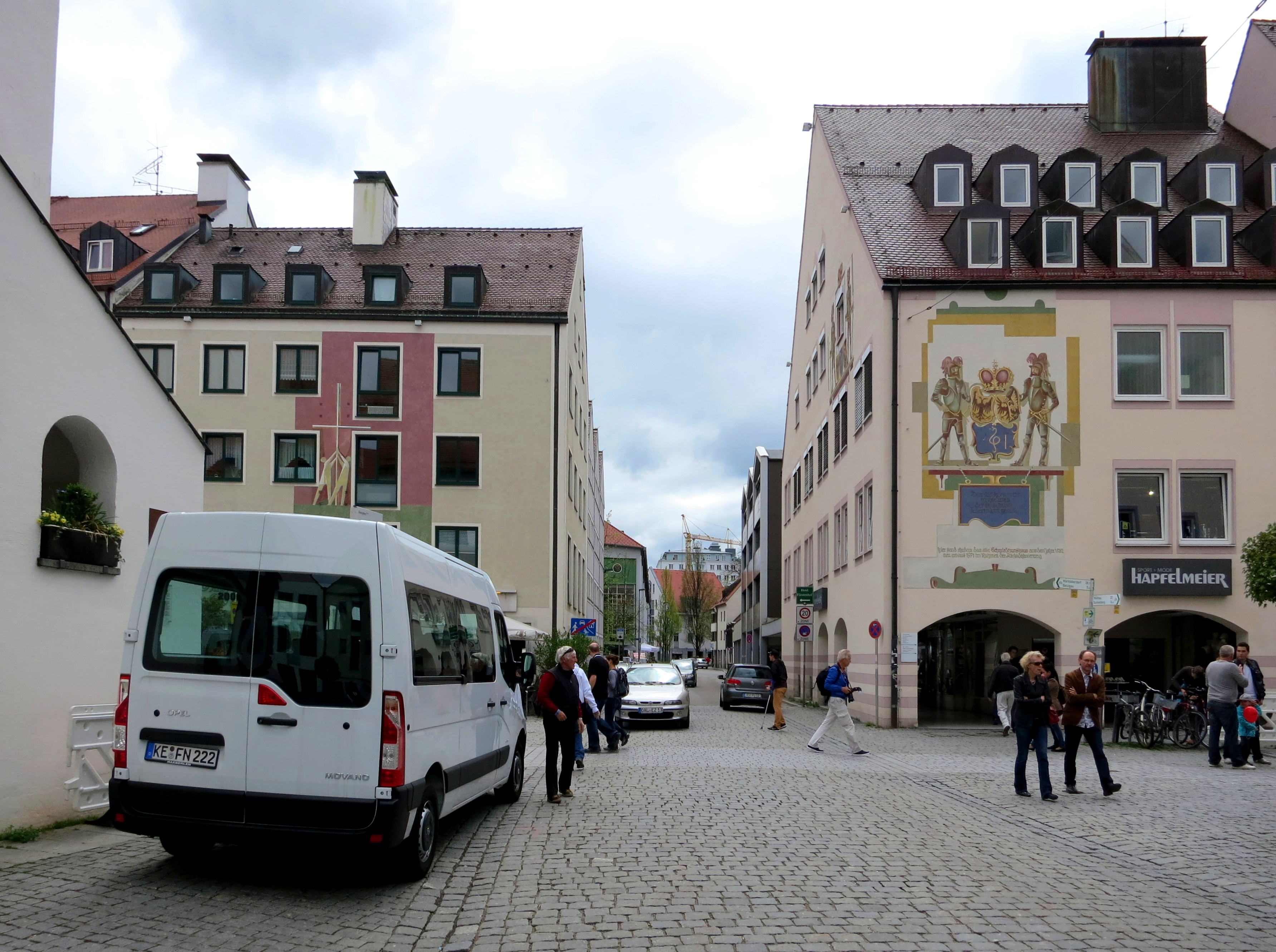
Der sogenannte Altstadtdurchbruch

Das abgebrochene Schmiedezunfthaus war schon um 1400 Versammlungsraum der Zunft. 1581 kam es zu einem Brand. Das dreigeschossige Haus wurde im folgenden Jahr erneuert und um ein Stockwerk erhöht. Der Ostgiebel sowie die Nordseite trugen ein 1934 komplett durch Franz Weiß erneuertes Fresko. Es zeigte Ritter mit Reichswappen, ein Stadtwappen sowie ein Wappen der Schmiedezunft. Die ursprünglichen Malereien stammen aus dem Jahr 1582 und waren stark verwittert.
Im Keller befand sich eine Balken-Bretter-Decke. Das Erdgeschoss hatte eine Bretterdecke. Die Vorhalle im ersten Obergeschoss trug eine Holzkassettendecke und eine gedrechselte Brüstung gegen die Treppe. Über Holzträgern waren Reste von Rocaillebemalungen erkennbar, die Unterbalken waren mit Sprüchen versehen und trugen die Jahreszahl 1768. In der Nordostecke befand sich ein später unterteilter Saal mit von innen korbbogigen Fenstern. In den Kehlen waren Roccailekartuschen. Reste von Pilastern ergänzten die Innenausstattung.
Das Schmiedezunfthaus wurde trotz seines Schutzstatus 1971 im Zuge der sogenannten Altstadtsanierung,  eines bundesweiten städtebaulichen Pilotprojekts, und wegen angeblicher Baufälligkeit abgerissen und durch einen modernen historisierenden Betonneubau ersetzt. Durch diesen sogenannten Altstadtdurchbruch konnte die Fußgängerzone in der Fischerstraße angelegt werden. Beim Durchbruch wurde auch das benachbarte Gasthaus zum Kreuz abgebrochen. Der Neubau verfügt über eine Arkade entlang der dort neu entstandenen Kronenstraße.
Ursprünglich war nur eine schmale Passage mit Toröffnung an dortiger Stelle geplant; die Idee für eine breite Straße kam erst später.